# Dose equivalente a uma banana

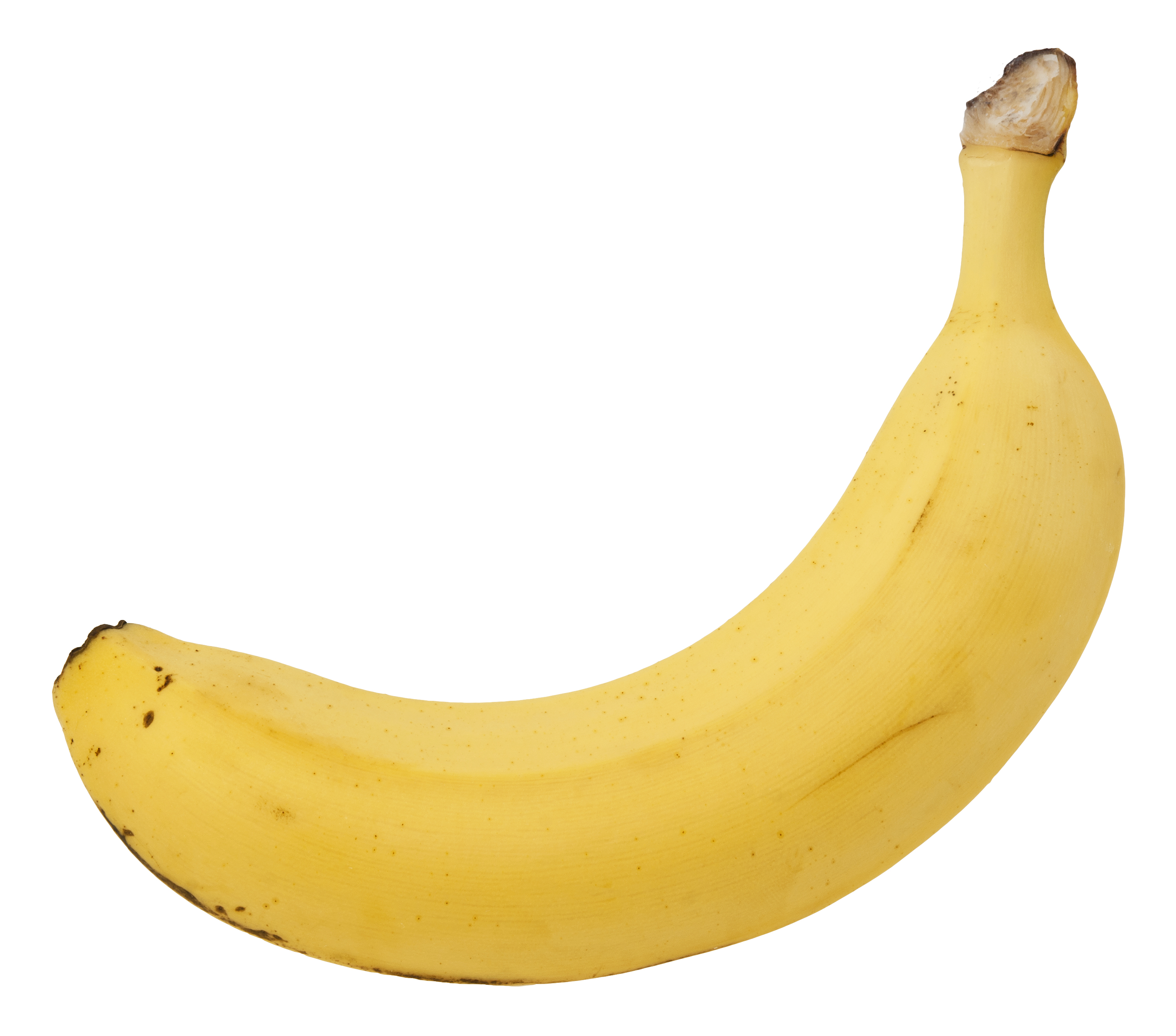
Uma banana contém radioisótopos naturais na forma de potássio-40.

A dose equivalente a uma banana (em inglês:  banana equivalent dose, comummente abreviada como BED) é uma unidade de medida informal que mede a exposição a radiação ionizante. A unidade é utilizada como exemplo educativo para comparar uma dose de radioatividade qualquer com a dose à qual alguém é exposto ao ingerir uma banana de tamanho médio.
As bananas contêm naturalmente radioisótopos, em particular potássio-40 (40K), numa quantidade que não é cumulativa e não representa riscos ambientais e médicos, pois o principal componente radioativo é excretado para que seja mantido o equilíbrio metabólico.
1 BED é normalmente aproximado ao valor de 0,1 µSv, mas, por ser uma unidade utilizada apenas para informar o público geral sobre a existência de níveis muito baixos de radioisótopos naturais em alimentos, não é formalmente adotada no campo da dosimetria.

## História
A origem do conceito é incerta. Uma das menções mais antigas pode ser encontrada numa lista de discussão sobre segurança nuclear em 1995, na qual um físico do Laboratório Nacional de Lawrence Livermore menciona que o uso da "dose equivalente a uma banana é bastante útil para explicar o conceito de doses infinitesimais (e os riscos infinitesimais correspondentes) ao público geral".

## Radiação de outros alimentos
Batatas, nozes e sementes de girassol são alguns alimentos também ricos em potássio, e por conseguinte em 40K. Castanhas-do-pará em particular não são apenas ricas em 40K, como também podem conter uma quantidade significativa de rádio, com valores até 44 Bq/kg (12 nCi/kg). Alguns tipos de sal de cozinha também podem conter vestígios de rádio, enquanto tabaco contém vestígios de tório, polônio e urânio.